# Enkleia
Enkleia é um género botânico pertencente à família Thymelaeaceae.